# Dorotka (roślina)
Dorotka (Cleretum N.E.Br.) – rodzaj roślin z rodziny pryszczyrnicowatych (Aizoaceae). Obejmuje 13 gatunków występujących w Afryce południowej – w Namibii i RPA (centrum zróżnicowania w Prowincji Przylądkowej Zachodniej), najczęściej w rejonie wybrzeża. Rośliny zasiedlają zwykle suche, często skaliste wzgórza. Niektóre gatunki, a zwłaszcza dorotka stokrotkowata, są rozpowszechnione w uprawie; cenione ze względu na efektowne, duże i wielobarwne kwiaty.

## Morfologia
PokrójRośliny jednoroczne, płożące lub tworzące niskie kępy i osiągające do 6–15 cm wysokości.
LiścieNaprzeciwległe lub skrętoległe, gromadzące wodę – na przekroju cylindryczne lub spłaszczone. Pokryte licznymi brodawkami.
KwiatyWyrastają na krótkich szypułkach, zwykle pojedyncze – bardzo zróżnicowane kolorystycznie – białe, żółte, pomarańczowe, czerwone, fioletowe. Działek kielicha jest pięć, różniących się wielkością. Płatki korony liczne, wyrastają w dwóch rzędach. Pręciki liczne, prosto wzniesione. Zalążnia 5-komorowa, dolna, zwieńczona pięcioma znamionami.
OwoceTorebki podzielone na 5 komór, zawierające gruszkowate nasiona.

## Systematyka
Pozycja według APweb (aktualizowany system APG IV z 2016)
Przedstawiciel rodziny pryszczyrnicowatych (Aizoaceae) należącej do rzędu goździkowców (Caryophyllales) reprezentującego dwuliścienne właściwe. Rodzaj bywa nierzadko ujmowany w obrębie szeroko definiowanego rodzaju przypołudnik (Mesembryanthemum).
Wykaz gatunków

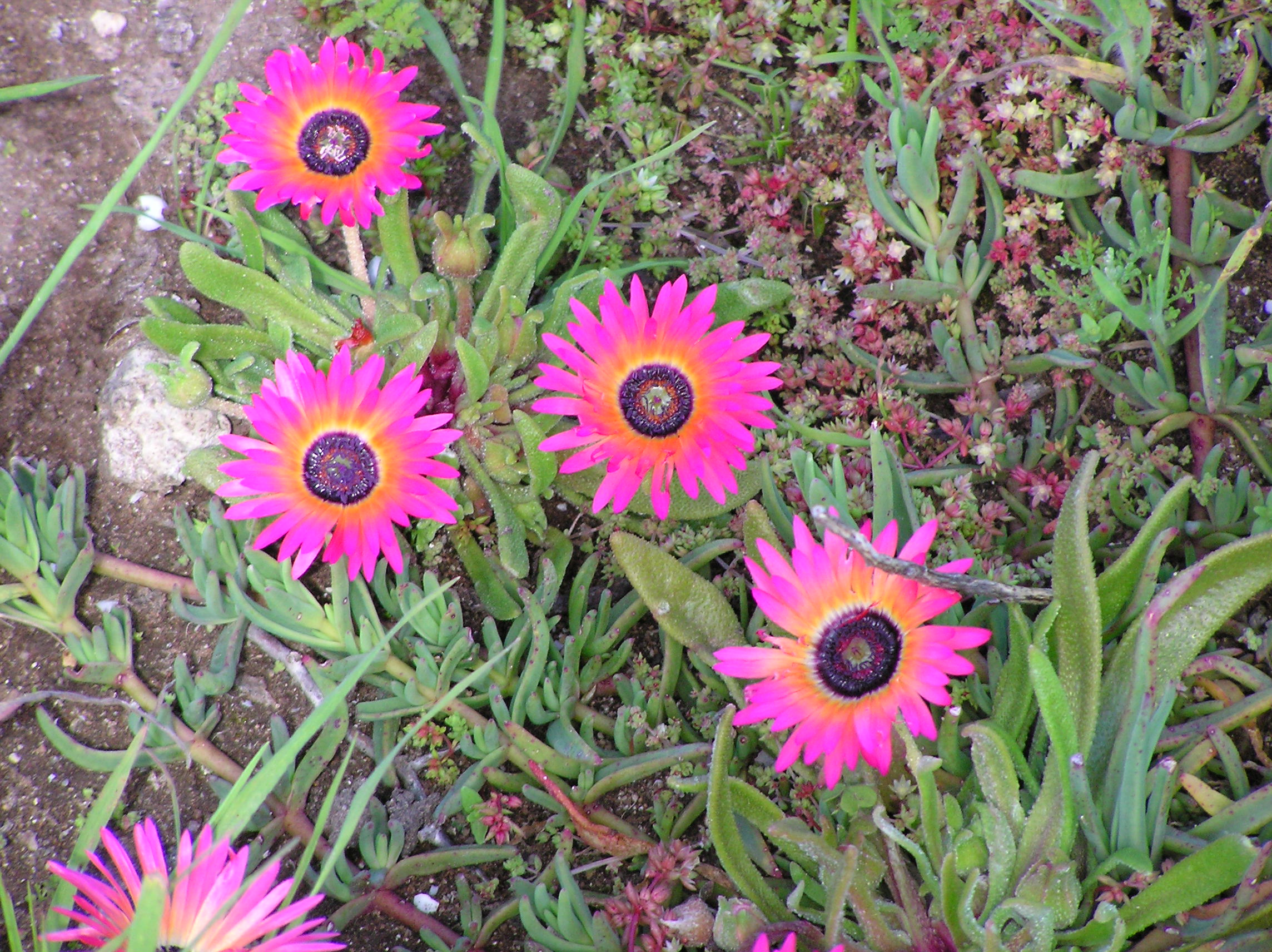
Dorotka ognista (d. trawiasta)

- Cleretum apetalum (L.f.) N.E.Br. – dorotka ognista[8], d. trawiasta[9]
- Cleretum bellidiforme (Burm.f.) G.D.Rowley – dorotka stokrotkowata[9]
- Cleretum booysenii (L.Bolus) Klak
- Cleretum bruynsii Klak
- Cleretum clavatum (Haw.) Klak
- Cleretum herrei (Schwantes) Ihlenf. & Struck
- Cleretum hestermalense (Ihlenf. & Struck) Klak
- Cleretum lyratifolium Ihlenf. & Struck
- Cleretum maughanii (N.E.Br.) Klak
- Cleretum papulosum (L.f.) N.E.Br.
- Cleretum patersonjonesii Klak
- Cleretum pinnatifidum (L.f.) N.E.Br.
- Cleretum rourkei (L.Bolus) Klak

## Uprawa
Rośliny wrażliwe na mróz – powinny być wysiewane do gruntu po minięciu ryzyka jego wystąpienia. Najlepiej rosną na glebie przepuszczalnej, w miejscach nasłonecznionych. Usuwanie przekwitłych kwiatów przedłuża kwitnienie. Rekomendowane są do uprawy w łagodnych warunkach klimatycznych, ponieważ najlepiej rosną i kwitną wysiane w środku zimy (wówczas kwitnienie przypada na wiosnę). Przy silnym nasłonecznieniu latem, rośliny przegrzewają się i więdną. W warunkach środkowoeuropejskich zaleca się wysiew nasion pod osłonami i sadzenie rozsady po ustąpieniu ryzyka przymrozków.